# Smidtia laeta
Smidtia laeta är en tvåvingeart som först beskrevs av Louis-Paul Mesnil 1963.  Smidtia laeta ingår i släktet Smidtia och familjen parasitflugor. Inga underarter finns listade i Catalogue of Life.